# Columba torringtoniae
Pombo-do-ceilão (Columba torringtoniae) é uma espécie de ave pertencente à família dos columbídeos. É endêmica do Sri Lanka.
Tem 36 cm de comprimento. A parte superior e a cauda são cinza escuro e a cabeça e a parte inferior são lilás, ficando mais pálidas na barriga. Há um padrão de tabuleiro de xadrez em preto e branco na nuca.